# Roberto Barrios Río
Roberto Barrios Río är en ort i Mexiko.   Den ligger i kommunen Benemérito de las Américas och delstaten Chiapas, i den sydöstra delen av landet, 1 000 km öster om huvudstaden Mexico City. Roberto Barrios Río ligger 152 meter över havet och antalet invånare är 128.
Terrängen runt Roberto Barrios Río är platt. Runt Roberto Barrios Río är det glesbefolkat, med 15 invånare per kvadratkilometer. Närmaste större samhälle är Nuevo Chihuahua, 12,2 km sydväst om Roberto Barrios Río. Omgivningarna runt Roberto Barrios Río är en mosaik av jordbruksmark och naturlig växtlighet.